# Rolena Adorno
Rolena Adorno (Iowa, 1942) es una investigadora, crítica literaria y escritora estadounidense, que se ha especializado en la historia y la literatura de la América colonial. Es de particular relevancia su investigación sobre Nueva Corónica y buen Gobierno de Felipe Guamán Poma de Ayala.

## Biografía
Recibió su doctorado (Ph. D.) en la Universidad de Cornell en 1974. Actualmente es profesora (Sterling Professor, el rango académico más alto) en el Departamento de Español y Portugués de la Universidad de Yale.
Sus áreas de interés son la literatura y la historia de la América colonial, la transmisión cultural en América colonial, los orígenes del Hispanismo en los Estados Unidos, las literaturas latinoamericanas y estadounidenses bajo perspectivas de la comparatística.
Adorno ha estudiado las "polémicas de posesión" en los inicios del período colonial español en América en diferentes escritos: desde Bartolomé de las Casas y Juan Ginés de Sepúlveda hasta Bernal Díaz del Castillo y Fernando de Alva Ixtlilxochitl. Se especializa, sobre todo, en la Nueva Corónica y buen Gobierno de Felipe Guamán Poma de Ayala, obra que editó junto a John V. Murra y Jorge L. Urioste en versión impresa y digital.
Es miembro de la Academia Estadounidense de las Artes y las Ciencias, profesora honoraria de la Pontificia Universidad Católica del Perú y miembro del National Endowment for Humanities (nombrada en 2009 por el presidente Barack Obama). En 2014 la Modern Language Association (MLA) le otorgó el excepcional Premio a la Trayectoria Académica (Award for Lifetime Scholarly Achievement).

## Demanda legal
En 2017 una ex profesora del departamento de Español en Yale realizó una demanda legal, indicando que en el departamento de Español y Portugués se perpetuaba una cultural acoso sexual y discriminación. Según la demanda el profesor Roberto González Echevarria, la jefa del departamento Rolena Adorno y el profesor Noel Valis hicieron informes “negativos y nada empáticos” sobre la demandante como represalia a las quejas que ella realizó sobre discriminación y acoso; esto habría tenido efecto la terminación de su posición de profesora en Yale en 2015. El periódico universitario Yale Daily News señala que a pesar de haber existido un pedido para eximir a Echevarria, Adorno y Valis de la evaluación, ellos fueron permitidos de participar y votaron en contra de la permanencia laboral de la demandante. En la actualidad, Rolena Adorno se ha retirado de la docencia, junto con el profesor Roberto Gonzalez Echevarria

## Publicaciones
- From Oral to Written Expression: Native Andean Chronicles of the Early Colonial Period (1982)[10]
- Guaman Poma: Writing and Resistance in Colonial Peru (1986)[11]
- La obra de don Felipe Guaman Poma de Ayala (1989)
- Transatlantic Encounters: Europeans and Andeans in the Sixteenth Century (1991, junto a Kenneth J. Andrien).[12]
- The Polemics of Possession in Spanish American Narrative (2007, 2014)
- Colonial Latin American Literature: A Very Short Introduction (Oxford University Press: 2011)[13]